# Giovanni Stefano Doneda

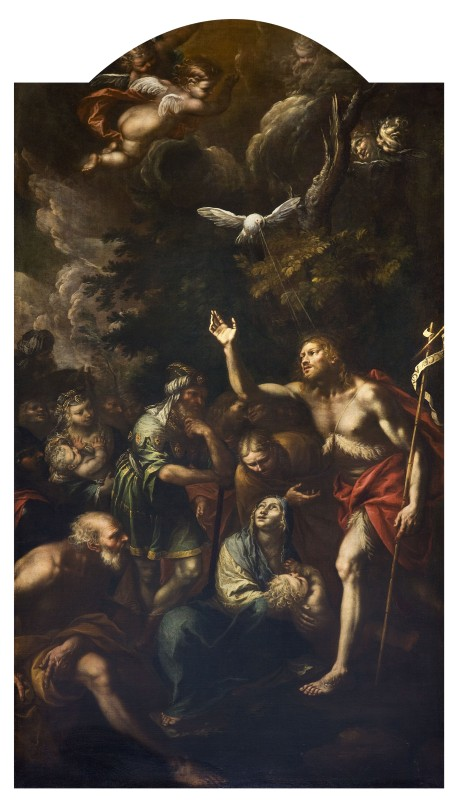
Die Predigt Johannes d. Täufers, 1666, Santuario di San Giuseppe, Mailand

Giovanni Stefano Doneda, gen. il Montalto (auch: Giovanni Stefano Danedi, Stefano Daneda, Giovanni Stefano Montalti;  * (getauft) 5. Januar 1612 in Treviglio (bei Bergamo) – 19. September 1690 in Mailand) war ein italienischer Maler und Freskant des lombardischen Barock.

## Leben
Sein genaues Geburtsdatum ist nicht bekannt. Er wurde als Sohn von Giovanni Antonio Doneda und seiner Frau Clara, am 5. Januar 1612 in der Kirche San Martino in Treviglio (bei Bergamo) getauft. Auch sein älterer Bruder Giuseppe war Maler und die beiden arbeiteten häufig zusammen, beispielsweise 1641 in der Kirche Santa Teresa in Pavia bei einem Fresko mit der Himmelfahrt.
Es gibt nur relativ wenige Werke, die mit absoluter Sicherheit Giovanni Stefano Doneda zugeschrieben und zeitlich eingestuft werden können. Zu seinen frühen Werken zählt ein mit „Stefano Daneda“ signierter Toter Christus von Engeln beweint im Museo di Castelvecchio in Verona. In diesem und anderen Werken zeigt er stilistische Einflüsse von anderen Mailänder Künstlern wie Francesco Cairo und ganz besonders von Morazzone, die mit Doneda auch eine ganze Reihe von Zuschreibungen teilen. Ein anderer wichtiger Einfluss auf seine Malerei ging von dem Genueser Maler Giovanni Battista Carlone aus.
1645 malte Giovanni Stefano Doneda für seine Taufkirche San Martino in Treviglio das Gemälde Begegnung der Hl. Carlo und Filippo Neri. Im Dom zu Monza schuf er 1648 einen Zyklus über das Leben Christi.

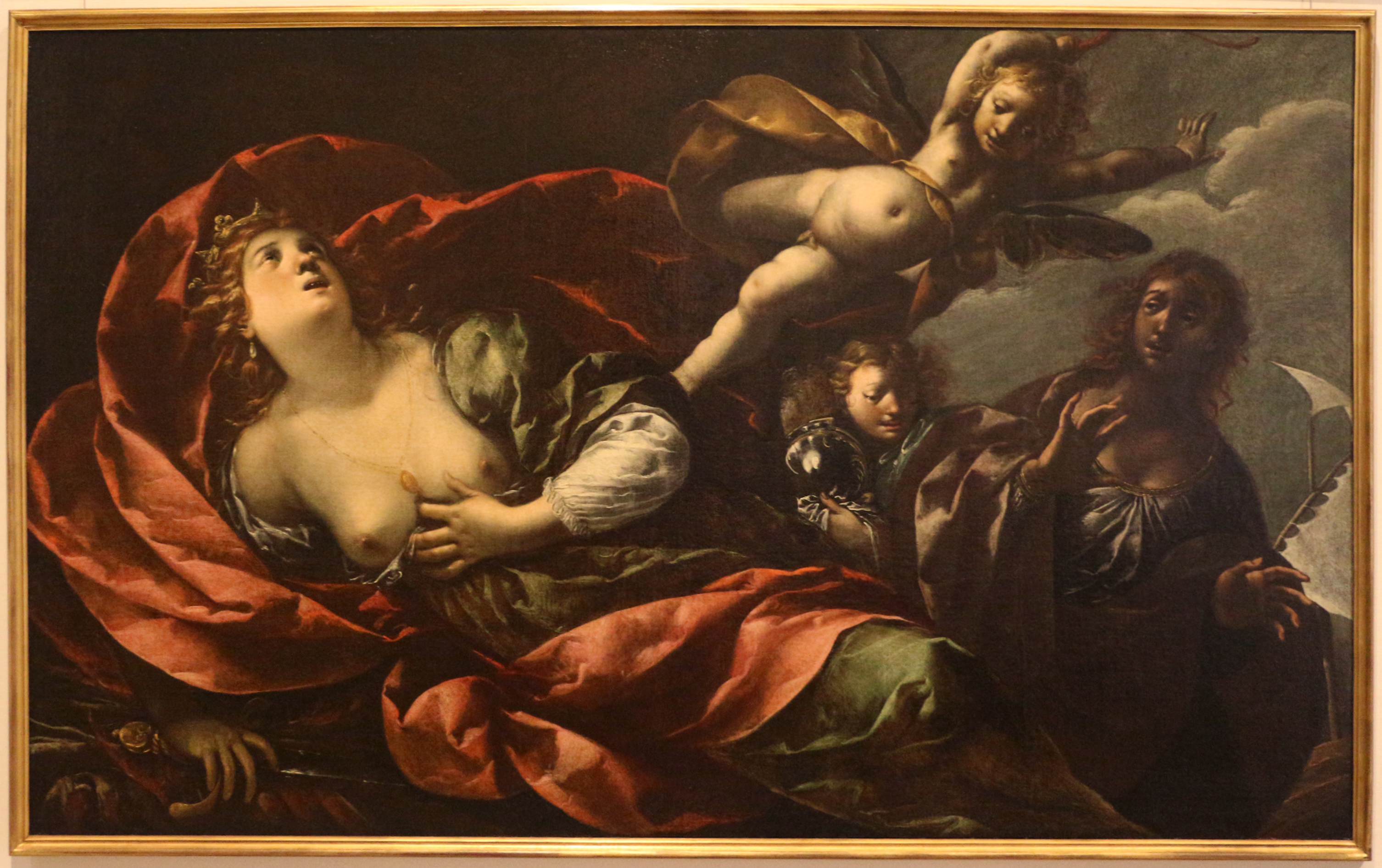
Die verlassene Dido, ca. 1640, Pinacoteca del Castello Sforzesco, Mailand

Irgendwann zwischen 1641 und 1648 soll er eine Romreise unternommen haben, die jedoch nicht mit Sicherheit dokumentiert ist, und wo er unter anderem Gemälde Pietro da Cortonas kennenlernen konnte, dessen Einfluss in einigen Werken Donedas zu erkennen ist.
1649, als man sich in Mailand auf den feierlichen Einzug der Erzherzogin Maria Anna von Österreich vorbereitete, die als Braut Philipps IV. nach Spanien reiste, arbeitete Doneda mit anderen Künstlern an den Festdekorationen. Für einen Triumphbogen malte er Geschichten Karls des Großen und die Vertreibung der Mauren, die man von einer im selben Jahr veröffentlichten Sammlung von Stichen kennt (Pompa della solenne entrata nella città di Milano della serenissima Maria Anna austriaca, Mailand 1649).
Zahlreiche Aufträge erhielt er von Mailänder Kirchen und von privaten Kunden, für die er auch profane Themen aus der Mythologie malte, allerdings sind viele seiner Werke, die in zeitgenössischen Quellen erwähnt werden, heute nicht identifiziert oder verloren.
1649 und 1657 malte er Heiligenzyklen für zwei Kapellen im Heiligtum von Corbetta (Santuario di Corbetta) bei Mailand. Ebenfalls in Corbetta und im gleichen Zeitraum entstanden auch seine mythologischen Fresken in der Villa Frisiani Mereghetti, die sowohl Einflüsse Cortonas, als auch von der Genueser Malerei (Carlone) zeigen.
Im Dom von Novara schuf er um 1651 die Kuppelfresken mit Szenen aus dem Alten Testament und eine Himmelfahrt Mariä mit Engeln.
Gemeinsam mit Ercole Procaccini junior malte er zwischen 1652 und 1654 einen Freskenzyklus über das Leben des Seligen Giorgio Laccioli in der Chiesa dell’Incoronata in Mailand und ungefähr zur gleichen Zeit auch die Apsisfresken im Dom von Monza.
In der Villa Borromeo Arese in Cesano Maderno arbeitete er um 1663 zusammen mit Antonio Busca und Giovanni Ghisolfi; dabei malte Giovanni Stefano Doneda unter anderem Fresken im zentralen Saal und im Oratorium, bei denen wieder seine Affinitäten zu G. B. Carlone zutage treten.
In einem Brief vom 9. August 1665 an den Grafen von Novellara zählte Graf Orazio Archinto zu den berühmtesten Malern Mailands neben Busca und Cornara auch „die beiden Brüder Montalto“, von denen „der jüngere der bessere“ sei (also Giovanni Stefano, Anm. d. V.).

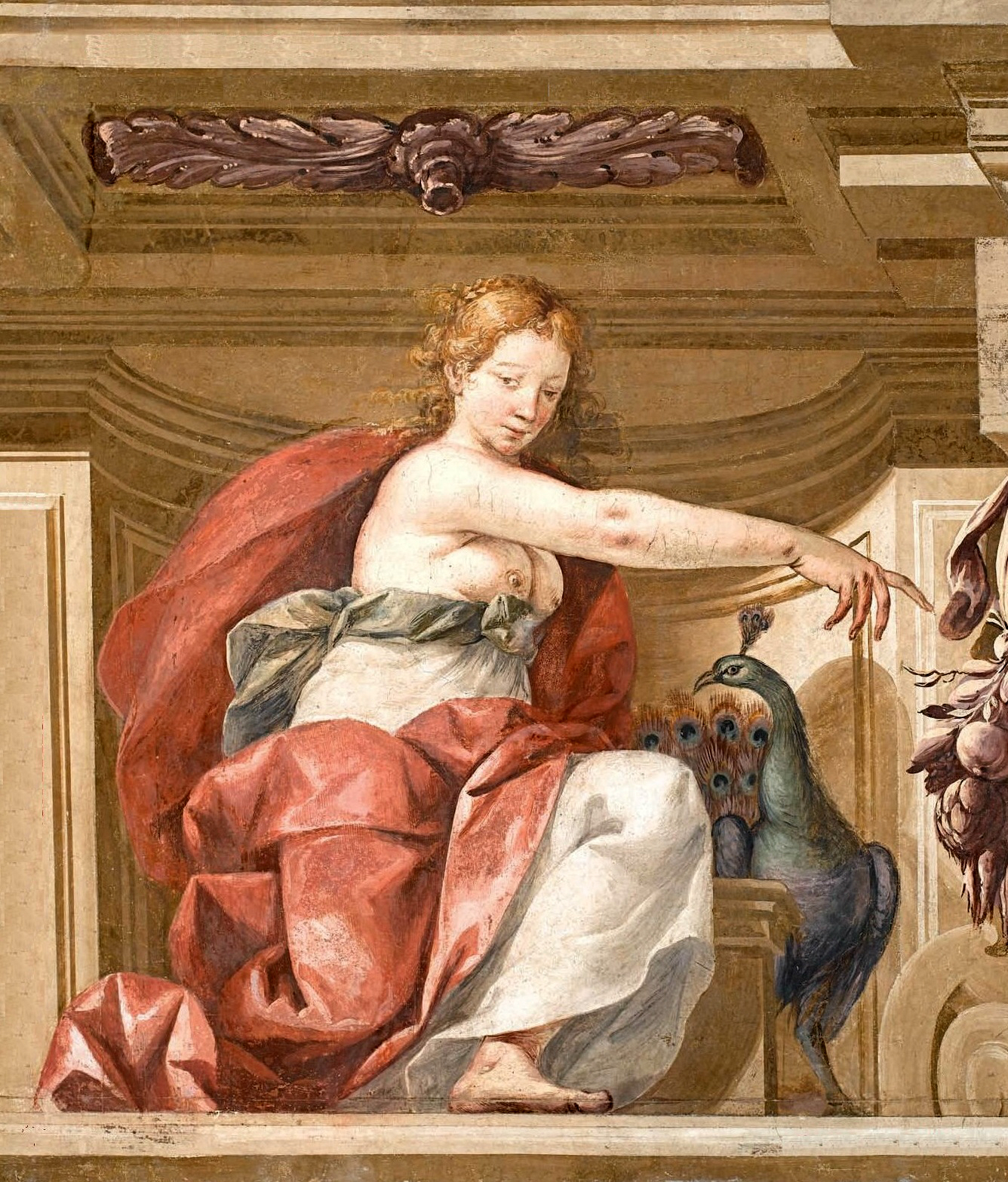
Juno, Detail der Fresken über das Leben des Achill im Palazzo Durini Caproni di Taliedo, Mailand, 1646–48

In den Jahren 1671 und 1688 malte er Fresken in zwei Kapellen der Certosa di Pavia, darunter einen Marienzyklus und musizierende Engel (7. Kapelle rechts, 1671).
Zu erwähnen sind auch einige Gemeinschaftsarbeiten mit seinem Bruder Giuseppe, mit dem zusammen er zwischen 1665 und 1671 die Kuppelfresken im Santuario della Madonna delle Grazie in Varallo schuf. Um 1679 malten die beiden Brüder „Montalto“ mehrere große Gemäldezyklen in ihrer Geburtsstadt Treviglio. Als eigene Werke Giovanni Stefanos werden dabei die Gemälde Begegnung der Hl. Carlo und Filippo Neri und Versuchung des Hl. Antonius im Deambulatorium der Kirche San Martino angesehen, während man bei dem Martinszyklus in derselben Kirche die Beteiligung von Giuseppe und der Werkstatt erkennt. Dasselbe gilt auch für einen Marienzyklus im Santuario della Madonna delle Lagrime in Treviglio.
1683 erhielt „Giovanni Stefano Montalti“ einen Auftrag für Restaurierungen von Malereien im Königlichen Palast, für die er 1000 Lire als Bezahlung erhielt.
Nach seinem Tode im Jahr 1690 wurde er wie sein Bruder Giuseppe in der Kirche San Pietro in Mailand bestattet.

## Werke

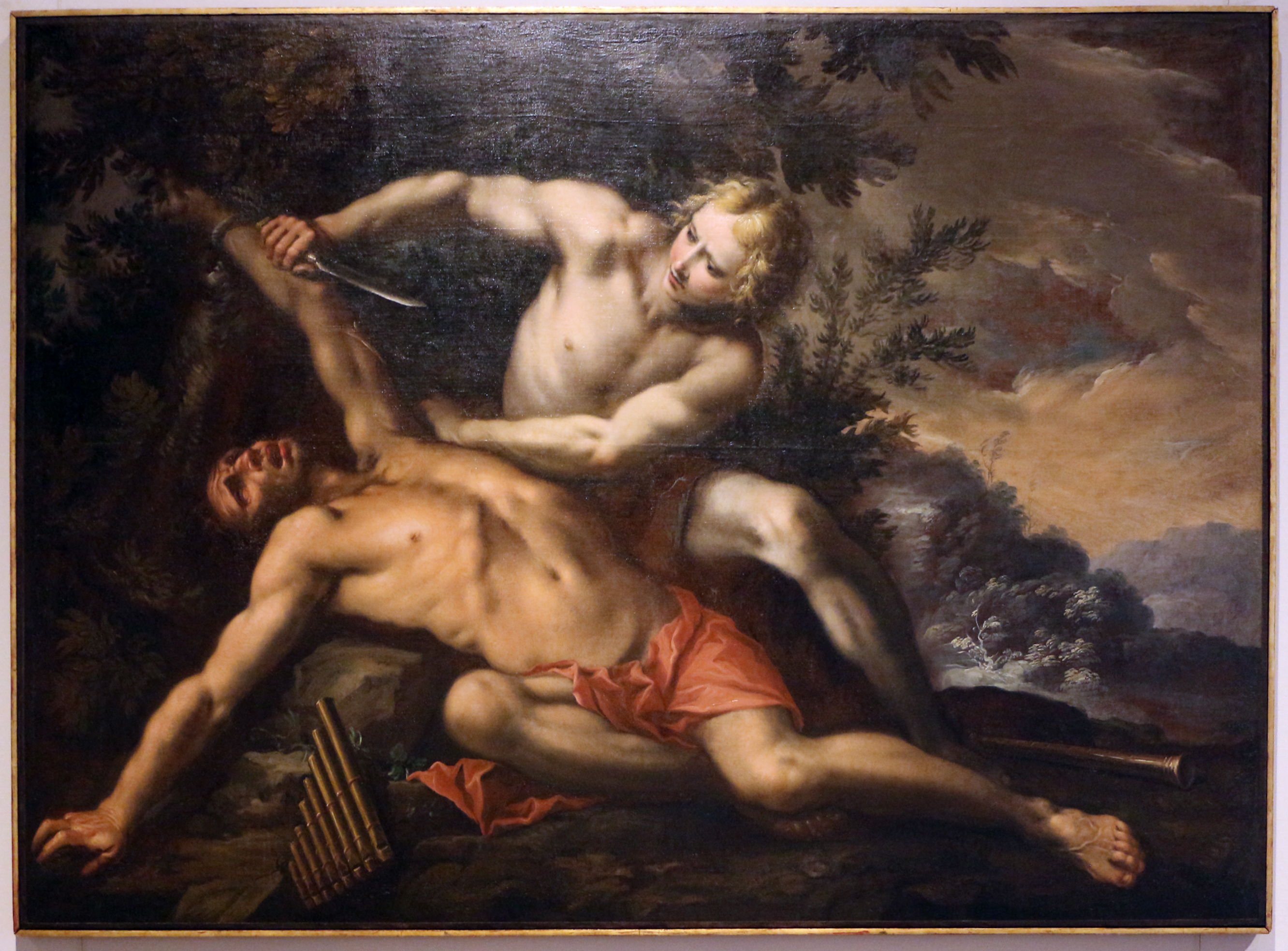
Apollo und Marsyas, ca. 1665, Pinacoteca del Castello Sforzesco, Mailand

- Toter Christus von Engeln beweint, Museo di Castelvecchio, Verona (signiert mit „Stefano Daneda“)
- Martyrium der Hl. Giustina, Santa Maria Podone, Mailand
- Begegnung der Hl. Carlo und Filippo Neri, San Martino, Treviglio, 1645
- Wunder des Hl. Mauro, Gemeindekirche von Gallignano, ca. 1640–50
- Christuszyklus, Dom von Monza, 1648 (signiert und datiert)
- Werke im Santuario di Corbetta bei Mailand:
  - Leben des Hl. Antonio abate, 2. Kapelle rechts, 1649
  - vier Szenen aus dem Leben eines Heiligen, 3. Kapelle rechts, 1657
- Mythologische Fresken in der Villa Frisiani in Corbetta, vor 1657
- Szenen aus dem Alten Testament und Mariä Himmelfahrt mit Engeln, Kuppelfresken im Dom von Novara, ca. 1651
- Fresken (Ewiger Vater und die Jungfrau Maria bedient von Engeln), Santuario di Santa Maria bei San Celso, Mailand, 1651
- Leben des Seligen Giorgio Laccioli, Fresken in der Chiesa dell’Incoronata, Mailand, 1652–54 (zusammen mit Ercole Procaccini d. J.)
- Geburt Jesu und Circumcision, San Giorgio, Mailand, um 1654
- Fresken in der Apsis im Dom von Monza, 1650er Jahre (zusammen mit Ercole Procaccini d. J.)
- Freskendekor in der Villa Borromeo Arese, Cesano Maderno, um 1663
- Mariä Himmelfahrt und Verkündigung, Santi Giacomo e Filippo, Pavia, 1660er Jahre
- Madonna mit der Hl. Rosa, Santa Maria delle Grazie, Mailand (schlecht erhalten), 1660er Jahre
- Predigt Johannes d. Täufers, San Giuseppe, Mailand, 1666[5]
- Santa Maria Maddalena dei Pazzi, Santa Maria del Carmine, Mailand, ca. 1669
- Altarbild in der Kirche Santa Cecilia, Como
- Predigt des Täufers und Pietà mit dem Hl. Antonius, Kirche von Castagnola di Valduggia (signiert)
- Fresken in der Certosa di Pavia:
  - Marienzyklus und musizierende Engel, 7. Kapelle rechts, 1671
  - Martyrium des Hl. Petrus und Auferstehung der Tabita, 6. Kapelle rechts, 1688 (mit Werkstatt)
- Gemälde in der Kirche San Martino, Treviglio, ca. 1679:
  - Begegnung der Hl. Carlo und Filippo Neri und Versuchung des Hl. Antonius (Deambulatorium),
  - zehnteiliger Zyklus über das Leben des Hl. Martin (zusammen mit Giuseppe Doneda)
- Zwölfteiliger Marienzyklus, Santuario della Madonna delle Lagrime, Treviglio, ca. 1679 (?) (zusammen mit Giuseppe und Werkstatt)